# Time-sharing option
Time-sharing option (TSO), tidsdelning. Ett system som var IBM:s variant av system för att hantera flera användare på stordatorsystem via så kallad tidsdelning (engelska time sharing).